# Agnès de Bretagne
Ne doit pas être confondu avec Havoise de Bretagne.
Havoise de Bretagne dite Agnès de Bretagne et, parfois, Havoise Fergent, était la fille du duc de Bretagne Alain IV Fergent et de son épouse Ermengarde d'Anjou. Elle fut brièvement comtesse consort de Flandre après 1110.

## Origines
Havoise était la seule fille parmi les enfants d’Alain IV et d’Ermengarde puisqu’elle avait deux frères : Conan III le Gros et Geoffroy le Roux,.

Son père était le fils de la duchesse Havoise de Bretagne, comtesse de Rennes, et de son époux Hoël de Cornouaille, comte de Cornouaille, de Nantes et duc de Bretagne de jure uxoris. Sa mère était la fille de Foulque IV le Réchin, comte d'Anjou et de Tours, et d'Hildegarde de Beaugency.

## Biographie
Havoise est née entre 1101 et 1102 après le retour d'Alain Fergent de la première croisade à laquelle il avait pris part en 1096. En 1110, âgée d'environ neuf ans, elle est mariée à Baudouin VII de Flandre, fils du comte Robert II de Flandre dit Robert de Jérusalem. Mais ce mariage fut de courte durée et, eu égard au jeune âge d'Havoise, ne fut jamais consommé. Il fut en effet annulé par le pape Pascal II pour raison de consanguinité. Toutefois, le degré de cousinage semble loin d’être évident et il est probable que la raison de cette annulation ait été plus politique en raison de l’antagonisme des alliances des deux partis. En effet, le Duché de Bretagne était traditionnellement allié aux rois d’Angleterre tandis que les comtes de Flandre étaient de fidèles partisans des rois de France. L’opposition entre le roi d’Angleterre, Henri Ier Beauclerc, et le roi de France, Louis VI le Gros, fut vraisemblablement la cause de cette annulation.

Revenue en Bretagne, Havoise apparaît dans quelques chartes de son frère, le duc Conan III de Bretagne, la plus tardive étant datée de l’année 1118,. Elle n’est en effet pas mentionnée dans les chartes datées de 1128 et suivantes. La date de son décès n’est pas connue mais serait postérieure à 1118 et probablement antérieure à 1128.

## Union et descendance
Le mariage d’Havoise et Baudouin n’a donné aucune descendance et on ne lui connaît pas d’autre union.